# Billy MacKinnon
Pour les articles homonymes, voir MacKinnon.
William Muir MacKinnon, couramment appelé Billy MacKinnon, est un footballeur international écossais, né en 1852 et mort le 24 mai 1942. Évoluant au poste d'attaquant, il passe la totalité de sa carrière à Queen's Park et pour avoir participé au tout premier match international de l'histoire du football.
Il compte 9 sélections pour 5 buts inscrits en équipe d'Écosse.

## Biographie

### Carrière en club
Avec Queen's Park, où il passera la totalité de sa carrière, il remporte les trois premières éditions de la Coupe d'Écosse en 1874, 1875 et 1876.
Il était décrit par les commentateurs de l'époque comme un "artiste du dribble".

### Carrière internationale
Billy MacKinnon reçoit 9 sélections en faveur de l'équipe d'Écosse. Il joue son premier match le 30 novembre 1872 à l'occasion de la toute première rencontre internationale de l'histoire du football, pour un match nul 0-0, à l'Hamilton Crescent de Glasgow, contre l'Angleterre en match amical. Il reçoit sa dernière sélection le 5 avril 1879, pour une défaite 4-5, au Oval de Londres, contre l'Angleterre en match amical. Il inscrit 5 buts lors de ses 9 sélections, dont un doublé.
Il faisait aussi partie de l'équipe d'Écosse qui fut l'adversaire du tout premier match international du pays de Galles, le 25 mars 1876.

#### Buts internationaux
| no | Date         | Lieu                       | Adversaire     | Évolution | Score final | Compétition  |
| -- | ------------ | -------------------------- | -------------- | --------- | ----------- | ------------ |
| 1  | 4 mars 1876  | Hamilton Crescent, Glasgow | Angleterre     | 1-0       | 3-0         | match amical |
| 2  | 25 mars 1876 | Hamilton Crescent, Glasgow | Pays de Galles | 3-0       | 4-0         | match amical |
| 3  | 2 mars 1878  | Hampden Park, Glasgow      | Angleterre     | 6-0       | 7-2         | match amical |
| 4  | 5 avril 1879 | Hampden Park, Glasgow      | Angleterre     | 1-1       | 4-5         | match amical |
| 5  | 5 avril 1879 | Hampden Park, Glasgow      | Angleterre     | 4-1       | 4-5         | match amical |

## Palmarès

### Comme joueur
- Queen's Park :
  - Vainqueur de la Coupe d'Écosse en 1874, 1875 et 1876